# Мария Комнина (дъщеря на Андроник Комнин)
Вижте пояснителната страница за други личности с името Мария Комнина.
Мария Комнина (на гръцки: Μαρία Κομνηνή) е византийска принцеса от средата на XII век – племенница на император Мануил I Комнин, най-голяма дъщеря на севастократор Андроник Комнин.
Родена е през 1127 г. в семейството на севастократор Андроник Комнин и съпругата му Ирина. Бащата на Мария е втори син на император Йоан II Комнин и по-голям брат на император Мануил I Комнин, а за майка ѝ се предполага, че е била от нормански произход.
В една поема, посветена на смъртта на баща ѝ през 1142 г, Теодор Продром описва Мария Комнина, обляна в сълзи и с разрошени коси, да оплаква като вдовица севастократор Андроник, който оставал глух за воплите на дъщеря си.
Около 1141 г. Мария е омъжена за Теодор Дасиот, за когото се предполага, че е син на Никифор Дасиот – началника на флота, който през 1148 г. прехвърля германския император Конрад III от Константинопол в Азия.
Теодор Дасиот взема участие във фаталната за Йоан II Комнин военна кампания от 1142/1143 г. След смъртта на император Йоан II армията се отправила обратно към столицата, където новият император Мануил I бързал да пристигне, за да закрепи властта си. Докато преминавали през Фригия, съпругът на Мария и братовчед ѝ Андроник Комнин се отделили от основните войски, за да ловуват, и се натъкнали на военен отряд на иконийския султан Масуд I. Мануил I, който бързал да стигне столицата, не проявил интерес към съдбата на двамата си родственици. Докато по-късно Андроник Комнин успява да се спаси, то за Теодор Дасиот се предполага, че най-вероятно умира в плен на турците през 1143 г.
След смъртта на първия си съпруг Мария, изглежда, не проявява желание да се омъжи повторно. Наложило се към това да я принуди императорът, подбуждан от Манганий Продром, който по този повод съчинява дълга поема, която обяснява как всичко в живата природата съществува по двойки, а Мария призовава да не се противопоставя на този закон. Така през 1145 г. Мария Комнина е омъжена за севаста Йоан Кантакузин, който по този повод е удостоен с титлата пансеваст севаст.
Син на Мария Комнина и Йоан Кантакузин е Мануил Кантакузин, за когото Йоан Кинам съобщава, че около 1176 г. бил ослепен заради неподчинение спрямо император Мануил I, и който известно време е бил погрешно идентифициран със знаменития византийски пълководец Мануил Кантакузин, който се отличил в кампанията срещу турците при Лаодикея през 1179 г. Йоан Кантакузин и Мария Комнина са посочени недвусмислено и като родители на една дъщеря на име Ирина Комнина, по повод на чиято сватба с представител на Палеолозите е съставен един епиталамий, чието авторство се приписва на Теодор Продром. От съдържанието на произведението се съди, че съпруг на тази тяхна дъщеря е станал великият дука Алексий Палеолог, когото типикът на манастира „Свети Михаил“ в Авксентиевата света гора сочи като дядо по бащина линия на император Михаил VIII Палеолог. Също така този документ споменава, че Ирина Комнина завършила живота си като монахиня с името Евгения.